# Radioactive (Rockprojekt)
Radioactive ist ein Rockprojekt von schwedischen und US-amerikanischen Musikern.

## Geschichte
Gegründet wurde Radioactive 2000 vom schwedischen Gitarristen Tommy Denander. Bereits Anfang der 1990er Jahre hatte er mit den Mitgliedern der amerikanischen Rockband Toto den Plan, ein gemeinsames Projekt zu starten. Diese Idee wurde 1999 wieder aufgegriffen. Zur Unterstützung holte man sich weitere namhafte Künstler von der Westküste ins Studio, wie den Sänger Fee Waybill, die ehemaligen Toto-Mitglieder Joseph Williams und Fergie Frederiksen sowie den Keyboarder und Jazzmusiker Greg Phillinganes. Außerdem arbeiteten einige führende Session-Musiker aus Skandinavien, so zum Beispiel die Sänger Geir Rönning und Kristoffer Lagerström, am Debütalbum mit.
2001 wurde das erste Album Ceremony of Innocence veröffentlicht. Diese Platte hatte im Bereich des Melodic-Hardrock großen Erfolg. Aus diesem Grunde versammelte sich ein Teil der Künstler, unter anderem Frederiksen und Rönning, bald wieder gemeinsam im Studio, um an einem Nachfolger zu arbeiten.
Das zweite Album Yeah kam 2003 in die Plattenläden und hatte ebenfalls einen durchaus beachtlichen Erfolg. Dieser Erfolg, aber auch der Spaß im Studio mit den vielen verschiedenen Musikern, motivierte Denander dazu, im November 2005 das dritte Album Taken zu veröffentlichen. Erneut wurde er unterstützt von über 30 namhaften Künstlern, wie Journey-Gitarrist Neal Schon, Yngwie Malmsteen und Michael Landau sowie von fast allen aktuellen und ehemaligen Toto-Mitgliedern.
Auch im Jahre 2015 unter dem Label Escape (H’Art) veröffentlichten Album F4ur waren abermals namhafte Musiker vertreten. Neben Toto-Sänger Bobby Kimball, Kansas-Keyboarder und Sänger Steve Walsh, Robin Beck und ihrem Ehemann, dem House-of-Lords-Frontman James Christian, sind auch die bereits verstorbenen Musiker Jimi Jamison und Fergie Frederiksen noch einmal zu hören. Die markante Stimme von Survivor-Sänger Jimi Jamison eröffnet unverkennbar das 13 Songs lange Album.

## Diskografie
- 2001: Ceremony of Innocence
- 2003: Yeah
- 2005: Taken
- 2015: F4ur
- 2022: X. X. X.[1]
- 2024: Reset